# Jacques Nicolet
Pour les articles homonymes, voir Nicolet (homonymie) et Jacques Nicolet (homme politique).
Jacques Nicolet, né le 5 avril 1956 à Monaco, est un homme d'affaires français impliqué dans le sport automobile comme gentlemen driver dès 1999 puis comme patron d'écurie d'endurance fin 2006, date de sa reprise de Saulnier Racing, qu'il a rebaptisé OAK Racing en 2009.

## Biographie
Jacques Nicolet a occupé des postes de direction dans le groupe Pierre & Vacances de 1984 à 1994, notamment celui de Directeur du Développement. Il a quitté le groupe en 1994 pour créer Altarea avec Alain Taravella. Ce groupe immobilier, spécialisé dans la conception et la gestion de centres commerciaux, a racheté le groupe Cogedim en 2007. Jacques Nicolet est depuis 2009 Président du Conseil de Surveillance du Groupe Altarea-Cogedim.
Passionné de sport automobile, il a débuté en courses historiques en 1999 et créé l'écurie Heritage Racing Cars en 2003 sur le pôle mécanique d'Alès. Fin 2006, il reprend l'écurie Saulnier Racing basée à Magny-Cours et réalise son rêve l'année suivante en participant à ses premières 24 Heures du Mans.
Alors qu'il travaille sur un projet de centre commercial sur les Hunaudières, il rencontre Henri Pescarolo en 2006. De cette amitié naîtra Pescarolo Automobiles. Toutefois fin 2008, les difficultés financières de Pescarolo Sport amènent sa reprise par le Sora Racing. En 2009, OAK Racing reprend la partie constructeur de Pescarolo Sport.
Le 15 octobre 2010, lors de la vente aux enchères de Pescarolo Sport, Jacques Nicolet et Joël Rivière s'associent pour acheter les lots proposés et permettre à Henri Pescarolo de faire renaître de ses cendres son écurie.

## Palmarès automobile
- 2012

Championnat du Monde d'Endurance FIA : 
2e en LM P2  et 5e au général aux 12 Heures de Sebring - Morgan-Judd 2012 LM P2 – OAK Racing
3e en LM P2 aux 6 Heures de Sao Paulo – Morgan-Nissan 2012 LM P2 – OAK Racing
3e en LM P2 aux 6 Heures de Fuji – Morgan-Nissan 2012 LM P2 – OAK Racing
3e en LM P2 aux 6 Heures de Shanghai – Morgan-Nissan 2012 LM P2 – OAK Racing
24 Heures du Mans : Abandon en LM P2 – Morgan-Judd 2012 – OAK Racing 
European Le Mans Series : 3e au classement Pilotes LM P2 de la série – Morgan-Nissan 2012 LMP2 – OAK Racing 
- 2011

24 Heures du Mans : Abandon en LM P1 - OAK/Pescarolo-Judd - OAK Racing
Intercontinental Le Mans Cup : 5e par équipe en LM P2
- 2010

Intercontinental Le Mans Cup : 2 victoires LMP2 - Pescarolo-Judd - OAK Racing
24 Heures du Mans : 4e en LMP2, 9e au classement général - Pescarolo-Judd - OAK Racing
Le Mans Series : 3e en LMP2 (1 podium au classement général) - Pescarolo-Judd - OAK Racing
Michelin Green X Challenge LMS : vainqueur - Pescarolo-Judd - OAK Racing
- 2009

Le Mans Series : 7e en LMP2 Pescarolo-Mazda (1 podium) - OAK Racing
24 Heures du Mans : 3e en LMP2 Pescarolo-Mazda - OAK Racing
Asian Le Mans Series : vainqueur en LMP2 Pescarolo-Mazda - OAK Racing (2 victoires)
- 2008

Le Mans Series : 12e en LMP1 sur Pescarolo-Judd - Saulnier Racing
24 Heures du Mans : 12e en LMP1 Pescarolo-Judd - Saulnier Racing
Classic Endurance Racing : 3e en prototype Lola T298 (3 victoires, 1 podium, 1 abn) - HRC
- 2007

Le Mans Series : 4e LMP2 Courage LC 75 (1 podium) - Saulnier Racing
24 Heures du Mans : Courage LC 75 (abn) - Saulnier Racing
- 2006 / 2001

Challenges V de V Endurance Historiques et Modernes : vainqueur en 2005, 2e en 2006
TGP de Formule 1 Historique de Dijon : vainqueur en 2006 sur BRM 201
F3 Classic
Le Mans Classic